# Hạ Long (xã)
Hạ Long là một xã thuộc huyện Vân Đồn, tỉnh Quảng Ninh, Việt Nam.
Xã Hạ Long có diện tích 88,13 km², dân số năm 1999 là 8252 người, mật độ dân số đạt 94 người/km².